# Theater Odessa

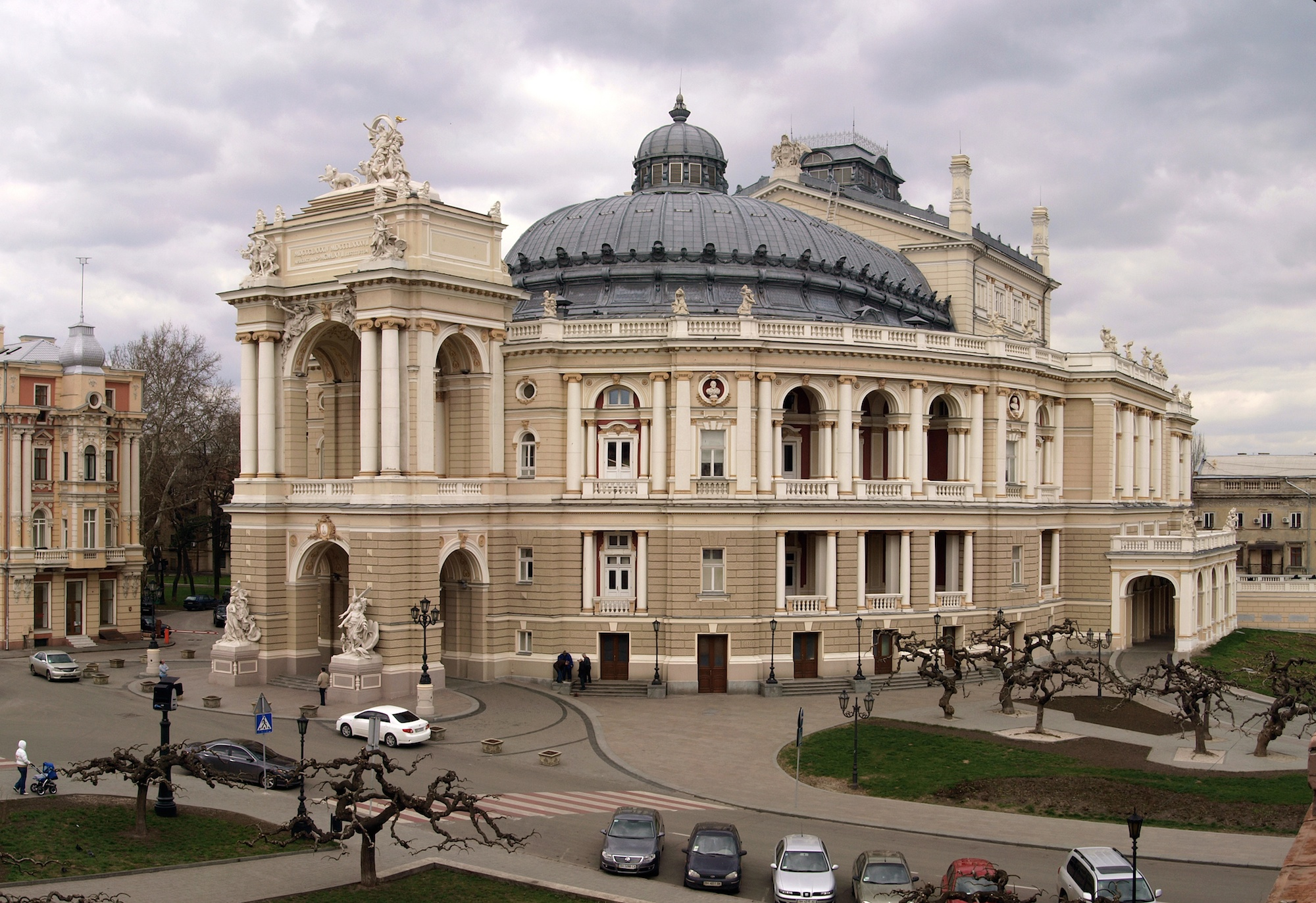
Theater Odessa

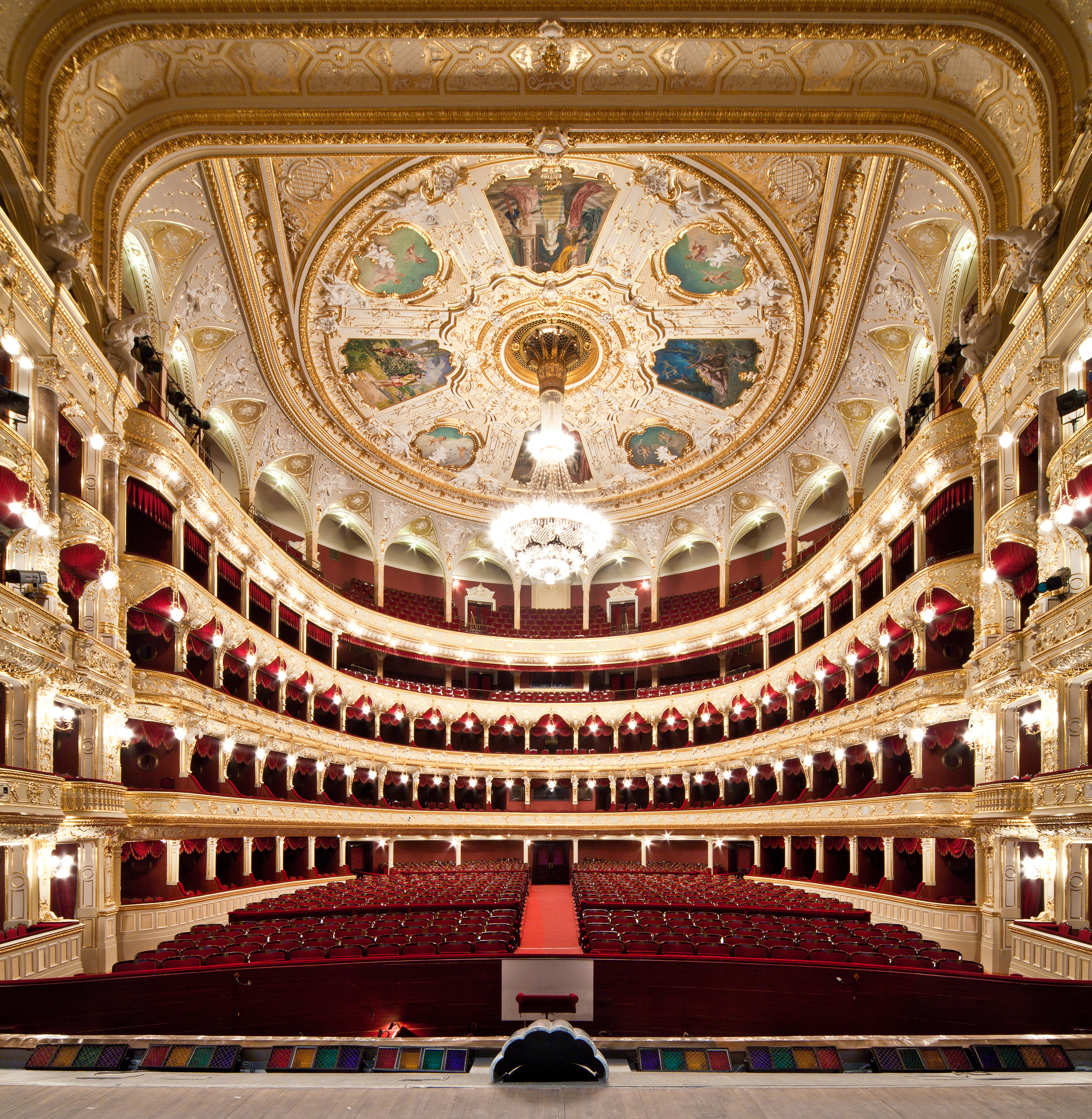
Blick von der Bühne in den Zuschauerraum

Das Nationale Akademische Opern- und Balletttheater Odessa (ukrainisch: Одеський національний академічний театр опери та балету/Odesskyj nazionalnyj akademitschnyj teatr opery ta balety) ist ein bedeutendes Theater in der ukrainischen Stadt Odessa.

## Geschichte

### Erstes Theater
Das erste Theater in Odessa, ein Werk des Architekten Jean-François Thomas de Thomon aus St. Petersburg, wurde 1809 eröffnet. Es stand annähernd am Platz des heutigen Opernhauses und war ein im klassizistischen Stil errichtetes Gebäude, dessen Front einen von sechs Säulen getragenen Giebel zeigte und so einen griechischen Tempel nachahmte. Diesem Theater wurde seine Gasbeleuchtung zum Verhängnis: Durch einen Defekt an der Beleuchtungsanlage brannte das Haus am 2. Januar 1873 ab.

### Heutiges Opernhaus
Zur Errichtung des heutigen Opernhauses wurde ein internationaler Architektenwettbewerb ausgeschrieben, den das Wiener Büro Fellner & Helmer gewann. Ab 1883 wurde ihr Entwurf ausgeführt, eröffnet wurde das Theater im Herbst 1887 die Baukosten betrugen 1,3 Millionen Rubel. Die Gestaltung des Gebäudes ist dem Historismus verhaftet. Städtebaulich stellt das Opernhaus die Stadtkrone von Odessa dar.

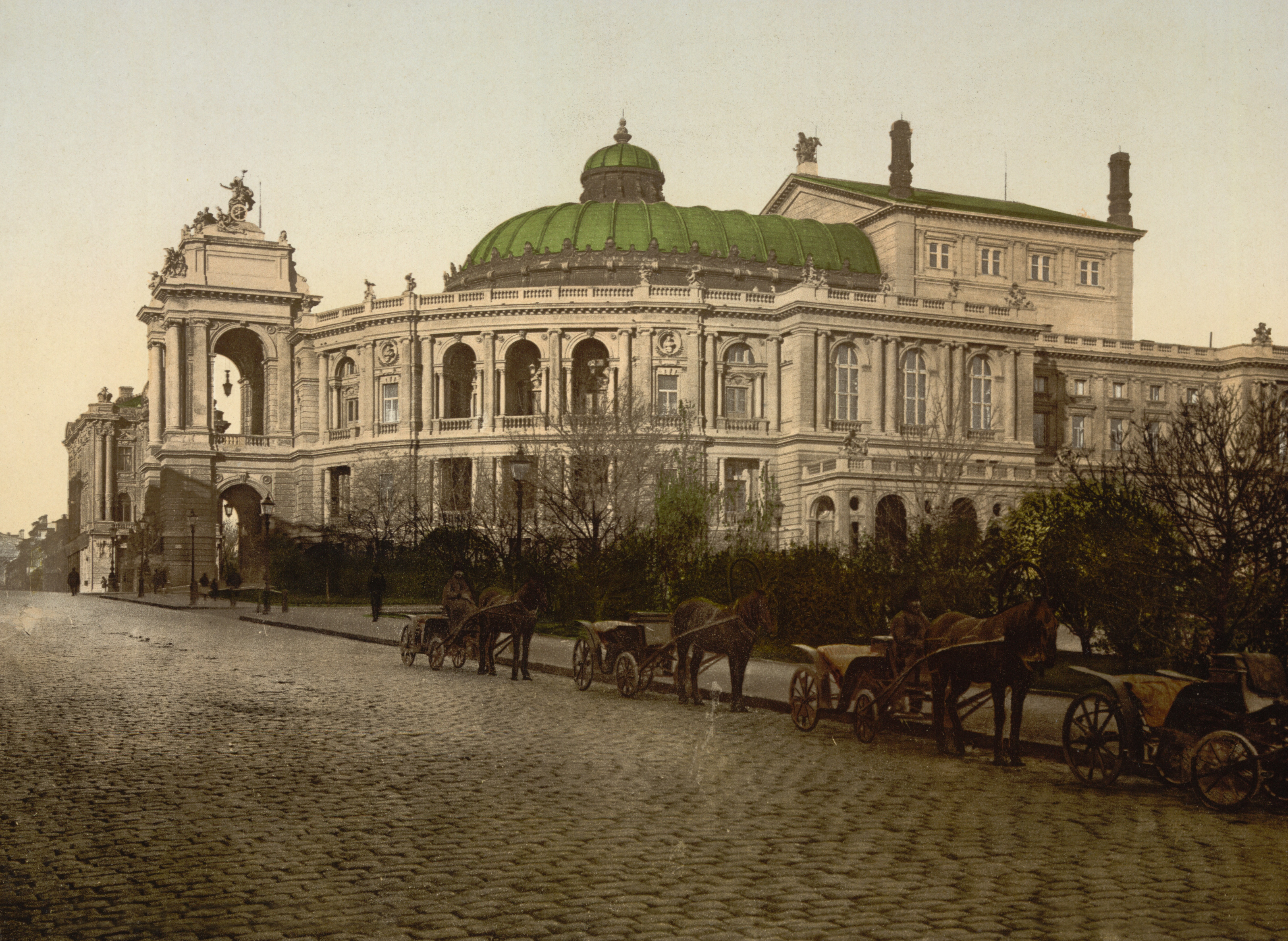
Opernhaus, um 1890
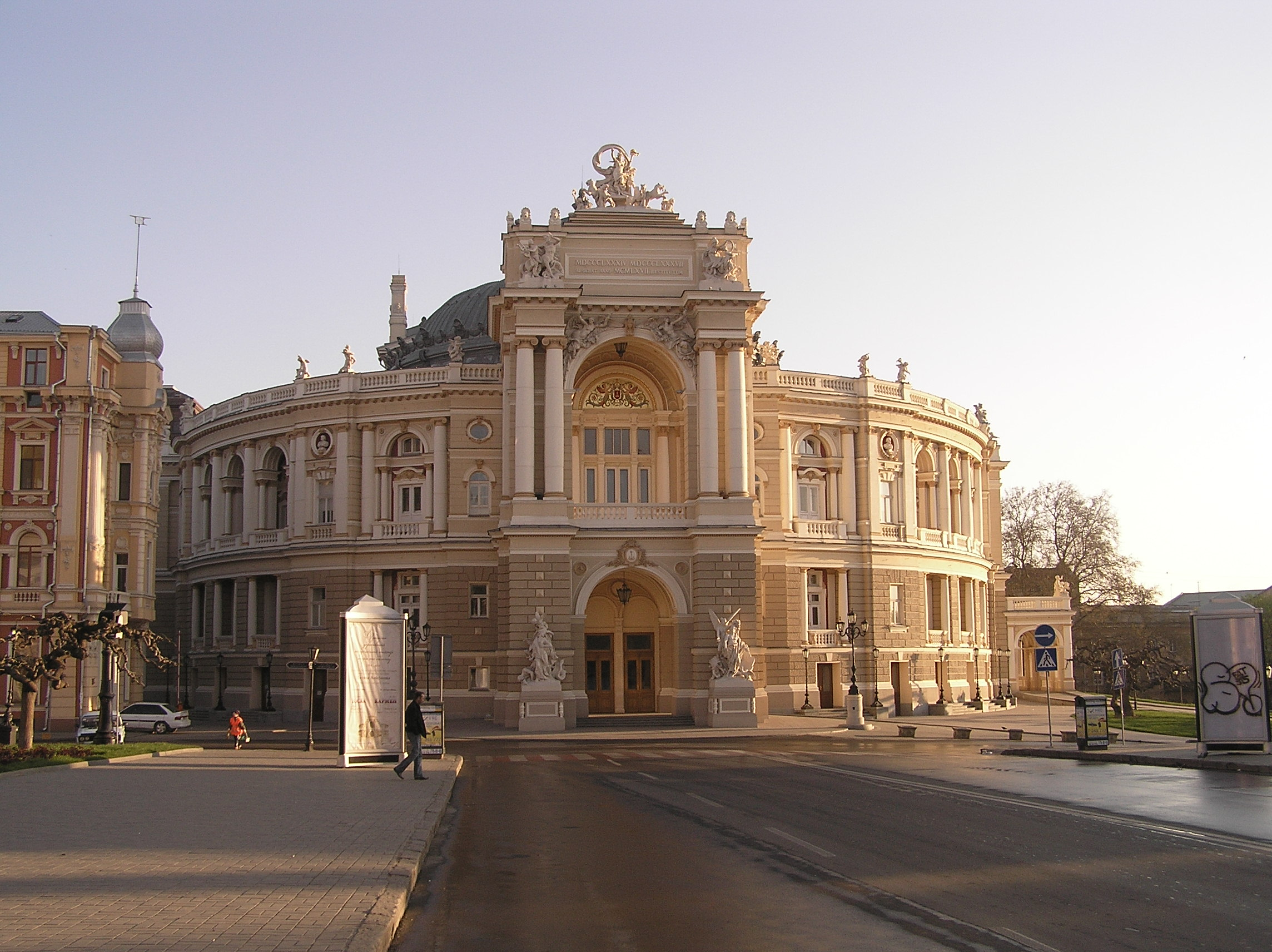
Vorderansicht
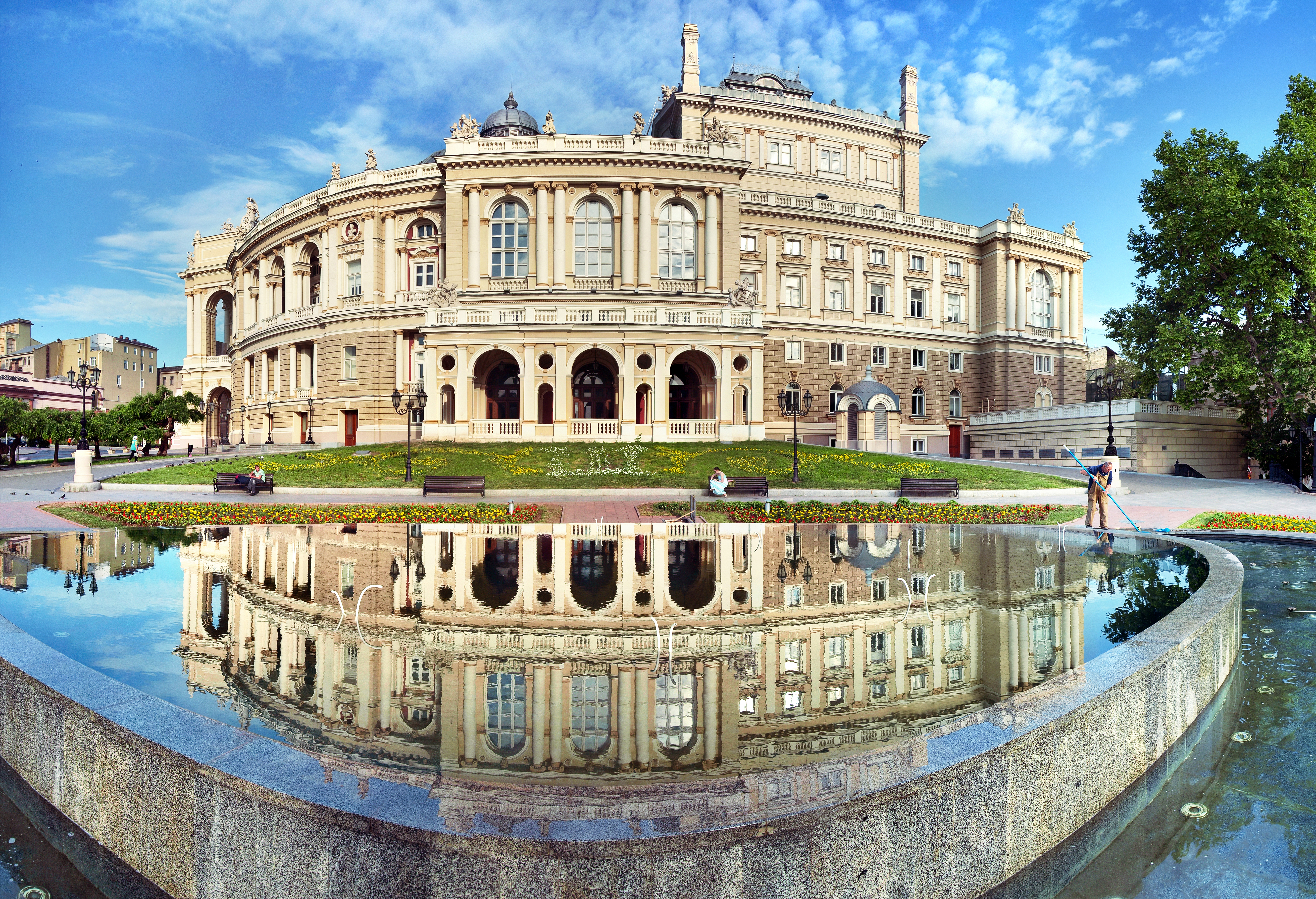
Spiegelbild im Wasserbassin
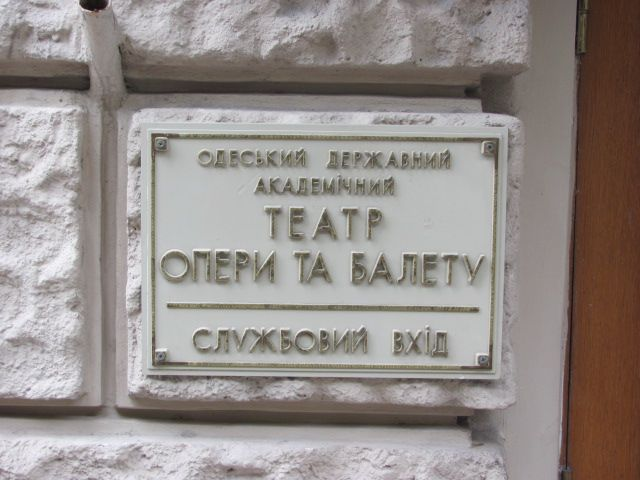
Akademisches nationales Theater für Oper und Ballett Odessa

1926 erhielt es den Titel Akademisches Theater.

#### Äußere Gestaltung
Das Äußere des Theaters wurde in neubarockem Stil gestaltet und mit zahlreichen Skulpturen geschmückt. So ist z. B. dargestellt:
- Auf dem Hauptportikus steht eine Gruppe mit der Muse Melpomene auf einem Streitwagen, der von vier Leoparden gezogen wird. In der linken Hand trägt sie eine Fackel, die rechte ist zum Gruß für die Besucher des Theaters erhoben. Begleitet wird sie von zwei Genien, die Lorbeerkränze in den Händen halten.
- Auf dem Postament oberhalb der Säulen rechts des Haupteingangs befindet sich eine Figurengruppe, die Terpsichore darstellt, die einem Jugendlichen das Tanzen beibringt.
- Auf dem Postament oberhalb der Säulen links des Haupteingangs steht eine Figurengruppe, die Orpheus darstellt, der einen Kentaur mit dem Spiel seiner Leier bezaubert.
- Auf der Eingangsebene befinden sich rechts und links des Haupteingangs zwei Figurengruppen, die die Komödie und die Tragödie darstellen.

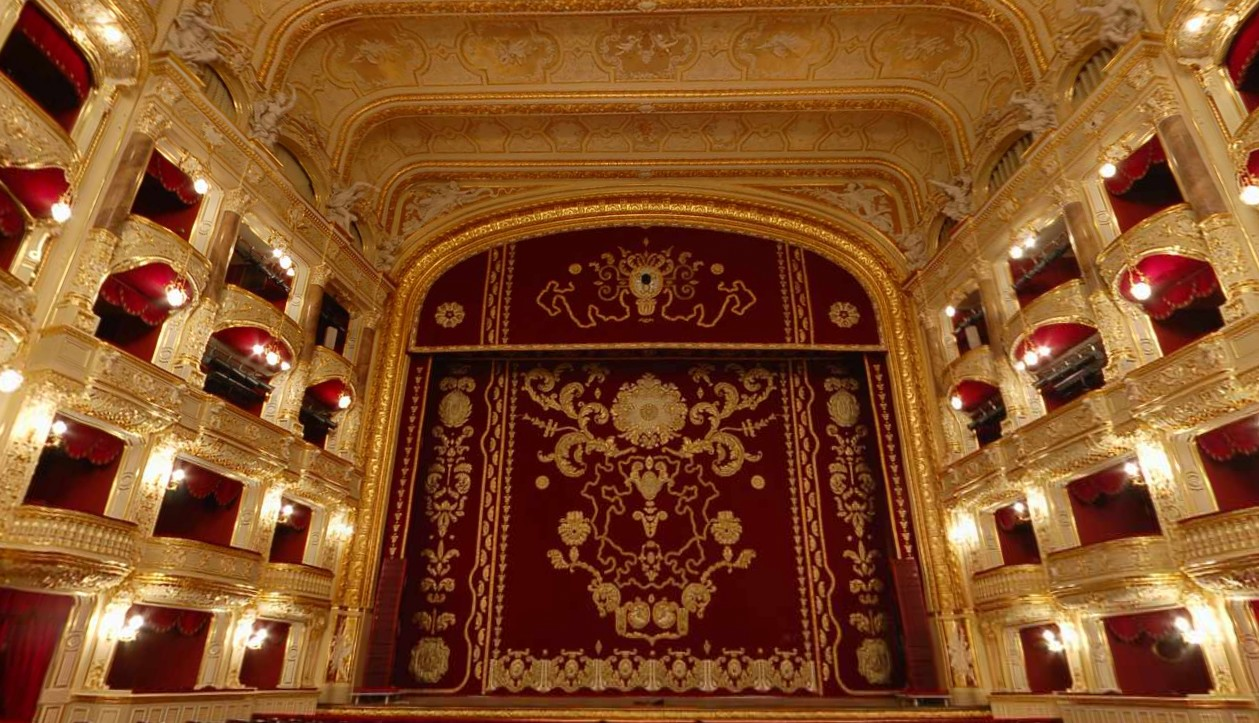
Blick aus dem Zuschauerraum auf den Brandvorhang der Bühne

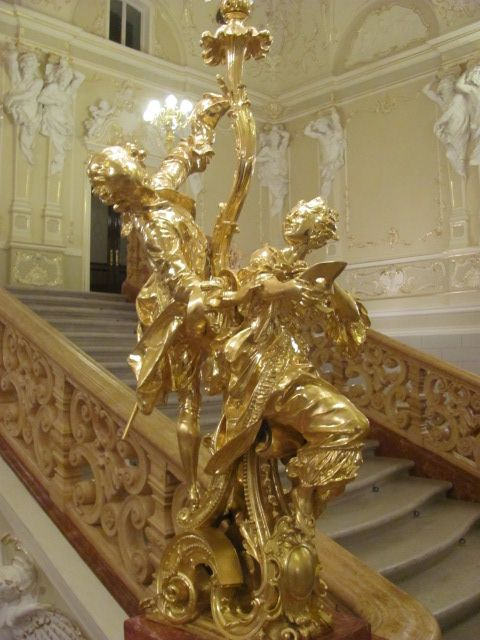
Treppenhaus, Detail

#### Innere Gestaltung
Das Innere der Oper ist dem Rokoko verpflichtet. Der große Saal ist luxuriös dekoriert und reich vergoldet. Es überwiegen florale Elemente, ergänzt durch Figurenschmuck. Die Decke des Saals trägt in der Mitte einen großen Kronleuchter mit einem Gewicht von mehr als zwei Tonnen und Gemälde, deren Themen aus Werken William Shakespeares entnommen sind: Hamlet, Ein Sommernachtstraum, Wie es euch gefällt und Ein Wintermärchen. Der große Saal ist berühmt für seine ausgezeichnete Akustik. Nach dem Unfall mit der Gasbeleuchtung des ersten Gebäudes wurde die Oper zum ersten elektrisch beleuchteten Gebäude der Stadt.
Die Architekten verzichteten auf ein großes, zentral gelegenes Treppenhaus und ein vorgelagertes Foyer. Hauptzugänge sind vielmehr zwei prächtig ausgestattete, aber seitlich gelegene Treppenhäuser, deren Dekoration sich mit der des Hauptsaales messen kann. Damit kommt auch baulich zum Ausdruck, dass es sich hier nicht um den Repräsentationsbau einer monarchischen Residenz, sondern um den einer großbürgerlichen Stadtgesellschaft handelt.

#### Weitere Baugeschichte
1925 kam es zu einem Brand, dessen Schäden aber umgehend behoben wurden. In den 1960er-Jahren wurde die Oper teilweise umgestaltet. Ende des letzten Jahrhunderts zeigten sich statische Probleme: Das Gebäude liegt am oberen Rand der Hangkante des Steilabfalls von der Stadt zum Hafen Odessa. Der zum Hafen gerichtete Teil des Gebäudes begann abzurutschen und es musste zunächst geschlossen werden. Es wurde daraufhin mehr als sieben Jahre lang gesichert, renoviert und 2007 wieder eröffnet.

## Künstlerisches Programm
Das Opernhaus Odessa ist ein Zweispartenhaus, in dem Oper und Ballett aufgeführt wird. Die Aufführungspraxis ist – passend zum baulichen Ambiente – sehr traditionell geprägt, Regietheater ist unbekannt. Bekannte, hier tätige Künstler waren:
- Franz Liszt
- Pjotr Iljitsch Tschaikowski
- Fjodor Iwanowitsch Schaljapin
- Salome Kruschelnytska
- Sergei Wassiljewitsch Rachmaninow
- Václav Talich wirkte hier 1904 als Konzertmeister
- Swjatoslaw Teofilowitsch Richter begann hier seine Karriere als Ballett- und Konzertmeister
- Maja Michailowna Plissezkaja
- Awrelija Iossifowna Dobrowolskaja